# Bernières-d'Ailly

Bernières-d'Ailly este o comună în departamentul Calvados, Franța. În 1 ianuarie 2022 avea o populație de 212 de locuitori.